# Państwowy Instytut Meteorologiczny
Centralny Instytut Meteorologiczny (PIM) – został utworzony jako wyższy zakład naukowo-badawczy, jednoczący całokształt państwowej służby meteorologicznej na obszarze Rzeczypospolitej Polskiej, nie wyłączając służby dla potrzeb wojskowych.
Nadzór na Instytutem sprawował Minister Rolnictwa i Dóbr Państwowych w porozumieniu z zainteresowanymi ministrami.

## Powołanie Instytutu
Na podstawie rozporządzenie Rady Ministrów 1919 r. w przedmiocie organizacji państwowego instytutu meteorologicznego ustanowiono Instytut, z zadaniem prowadzenia spostrzeżeń i badań meteorologicznych oraz organizacja i zawiadywanie służby pogody na potrzeby rolnictwa, lotnictwa, zwłaszcza wojskowego oraz komunikacji lądowej i wodnej.  
Na mocy ustawy z 1922 r. zatwierdzono statut Państwowego Instytutu Meteorologicznego, jednocześnie utraciła moc rozporządzenia Rady Ministrów 1919 r.  
Pierwszym dyrektorem w latach 1919–1926 był prof. dr Władysław Gorczyński. Następnymi dyrektorami byli Antoni Bolesław Dobrowolski (1927–1929), Jean Lugeon (1931–1936), i Jan Blaton (1936–1939).
Początkowo Instytut mieścił się w Warszawie przy ul. Śniadeckich 8, lecz wkrótce otrzymał 14 pokoi w Pałacu Staszica przy Krakowskim Przedmieściu.  
Polska sieć synoptyczna składała się w 1924 z siedmiu stacji: Warszawy, Poznania, Lwowa, Wilna, Gdańska i Pińska. Wydział Morski PIM otrzymał siedzibę w 1930 w Obserwatorium Morskim w Gdyni. Pod koniec lat trzydziestych korzystano też z Obserwatorium Astronomiczno-Meteorologicznego na szczycie Pop Iwan w Beskidach Wschodnich.
Rozważano połączenie PIM z Państwowym Instytutem Hydrologicznym. Budowa wspólnej siedziby połączonych instytutów na warszawskich Bielanach nie doszła do skutku z powodu wybuchu II wojny światowej.
W 1946 roku powołano Państwowy Instytut Hydrologiczno-Meteorologiczny.

## Zadania Instytutu
Do zadań Państwowego Instytutu Meteorologicznego należało:
- organizowanie i prowadzenie spostrzeżeń oraz specjalnych badań naukowych z zakresu meteorologii;
- organizowanie służby pogody i wszelkiej innej służby meteorologicznej ze szczególnym uwzględnieniem potrzeb rolnictwa, wojskowości, lotnictwa, marynarki, komunikacji lądowej i wodne), oraz wyzyskania sił wodnych;
- stały nadzór naukowy i fachowo - techniczny nad stacjami i zakładami meteorologicznymi, prowadzonymi przez urzędy i zakłady państwowe oraz osoby i instytucje, korzystające w tym celu z finansowej pomocy Państwa;
- popieranie badań i prac meteorologicznych;
- udział w akcji meteorologicznej międzynarodowej;
- ogłaszanie wyników badań i spostrzeżeń meteorologicznych.

## Organizacja Instytutu
Państwowy Instytut Meteorologiczny dzielił się na następujące wydziały: 
- wydział ogólny,
- wydział stacji meteorologicznych,
- wydział sprawdzań przyrządów,
- wydział synoptyczny (biuro pogody),
- wydział aerologiczno-wojskowy i morski.

Tworzenie nowych lub zwijanie istniejących wydziałów następowało na mocy decyzji Ministra Rolnictwa i Dóbr Państwowych, w porozumieniu z zainteresowanymi ministrami.
Państwowy Instytut Meteorologiczny miał prawo otwierania własnych stacji oraz zakładów specjalnych (obserwatoria, biura pogody).
Państwowy Instytut Meteorologiczny oraz jego stacje i zakłady w sprawach meteorologii korzystały w zakresie wewnętrznej i zewnętrznej korespondencji radiotelegraficznej, telegraficznej, telefonicznej i pocztowej z wszelkich ulg, przysługujących urzędom państwowym, a w szczególności z prawa pierwszeństwa w przesyłaniu tej korespondencji.
Państwowy Instytut Meteorologiczny miał prawo posiadania własnych stacji radiotelegraficznych. Otwieranie tych stacji następowało w porozumieniu z Ministerstwem Poczt i Telegrafów.

## Kierownictwo Instytutu
Na czele Państwowego Instytutu Meteorologicznego stał dyrektor, który zarządza wszystkimi sprawami Instytutu i był odpowiedzialny za jego działalność.
Dyrektora Państwowego instytutu Meteorologicznego mianował Prezydent Rzeczypospolitej na wniosek Ministra Rolnictwa i Dóbr Państwowych.
Do obowiązków dyrektora Państwowego Instytutu Meteorologicznego należy w szczególności:
- kierownictwo i nadzór nad pracami Instytutu,
- opracowywanie budżetu Instytutu i rozporządzanie sumami w ramach tego budżetu,
- mianowanie personelu pomocniczego urzędniczego na stanowiska X, XI i XII stopnia służbowego, oraz niższych funkcjonariuszy i zwalnianie ze służby tego personelu,
- zwoływanie rady Instytutu, układanie porządku obrad rady i przewodniczenie jej obradom, reprezentowanie Instytutu na zewnątrz oraz reprezentowanie Państwa Polskiego w międzynarodowej organizacji meteorologicznej.

## Rada Instytutu
Jako organ doradczy i opiniodawczy czynna była rada Państwowego Instytutu Meteorologicznego.
Radę Państwowego Instytutu Meteorologicznego tworzyli:
- dyrektor Instytutu lub wicedyrektor, jako przewodniczący:
- przedstawiciele zainteresowanych ministerstw, a mianowicie:
- przedstawicieli Ministerstwa Spraw Wojskowych,
- przedstawiciel Ministerstwa Rolnictwa i Dóbr Państwowych,
- przedstawiciel Ministerstwa Wyznań Religijnych i Oświecenia Publicznego,
- przedstawiciel Ministerstwa Robót Publicznych,
- przedstawiciel Ministerstwa Kolei Żelaznych,
- przedstawiciel Ministerstwa Poczt i Telegrafów;
- po jednym przedstawicielu środowisk naukowych.

Minister Rolnictwa i Dóbr Państwowych mógł powołać do składu rady po jednym przedstawicielu innych instytucji naukowych i zawodowych. 

## Kompetencje Rady
Do kompetencji rady Instytutu należało;
- rozpatrywanie sprawozdań z działalności Państwowego Instytutu Meteorologicznego,
- udział w opracowywaniu regulaminów Instytutu,
- wypowiadanie opinii w sprawach mianowania dyrektora Instytutu,
- wypowiadanie opinii w sprawach mianowania korespondentów Państwowego Instytutu Meteorologicznego,
- wypowiadanie opinii fachowych w sprawach, przekazanych radzie przez Ministra Rolnictwa i Dóbr Państwowych lub dyrektora Instytutu.